# برنارد دومون (مبارز بالسيف)
برنارد دومون (بالفرنسية: Bernard Dumont)‏ هو مبارز بالسيف فرنسي، ولد في 30 نوفمبر 1946.

## وصلات خارجية
- برنارد دومون على موقع أوليمبيديا (الإنجليزية)